# 霍恰努夫
霍恰努夫是波蘭的城鎮，位於該國西南部，距離首府弗羅茨瓦夫85公里，由下西里西亞省負責管轄，面積7.31平方公里，鎮上的城堡建於1297年，2006年人口8,215。